# Blacksad
Blacksad är en tecknad noir-serie skapad av Juan Díaz Canales och Juanjo Guarnido. Den publiceras av franska förlaget Dargaud. Trots att seriens skapare är spanjorer publiceras serierna först på franska och senare spanska.

## Bakgrund
Serien utspelas i 1950-talets USA och världen är befolkad med antropomorfa djur. Huvudpersonen är katten John Blacksad, en detektiv som löser mysterier. Andra figurer som medverkar är Weekly, en vessla och Smirnov, en schäferhund.

## Album
| År   | Svensk titel                   | Fransk originaltitel                |
| ---- | ------------------------------ | ----------------------------------- |
| 2000 | Någonstans bland skuggorna     | Quelque part entre les ombres       |
| 2003 | Arctic Nation                  | Arctic-Nation                       |
| 2005 | Röd själ                       | Âme Rouge                           |
| 2010 | En infernalisk tystnad         | L'Enfer, le silence                 |
| 2013 | Amarillo                       | Amarillo                            |
| 2021 | När allt faller - Första delen | Alors, tout tombe - Première partie |
| 2023 | När allt faller - Andra delen  | Alors, tout tombe - Seconde partie  |

## Svensk utgivning
I Sverige publicerades seriens tre första album på svenska 2006 i ett samlingsalbum av Egmont, 2021 publicerade Cobolt seriens fem album i ett samlingsalbum med titeln Blacksad – Samlade äventyr Samma år gav förlaget ut När allt faller - Första delen. 2023 släpptes När allt faller - Andra delen.

## Andra medier

### Datorspel
2019 släpptes Blacksad: Under  the Skin utvecklad av Pendulo Studios och utgiven av Microids, spelet släpptes till Microsoft Windows, Playstation 4, Xbox One och Nintendo Switch.

### Film
2006 skrev Variety att en filmatisering av Blacksad var under produktion, filmen skulle ha producerats av Thomas Langmann och regisserad av Louis Leterrier, filmen skulle ha haft premiär 2009. Alexandre Aja har visat intresse att regissera filmen.

## Mottagande
Guarnido and Díaz Canales belönades med flera priser, de blev nominerade i tre kategorier i Eisnerpriset 2004, de vann två priser i Eisnerpriset 2013 och ett pris i Seriefestivalen i Angoulême.